# Trasporti in Honduras
Questa voce raccoglie le principali tipologie di Trasporti in Honduras.

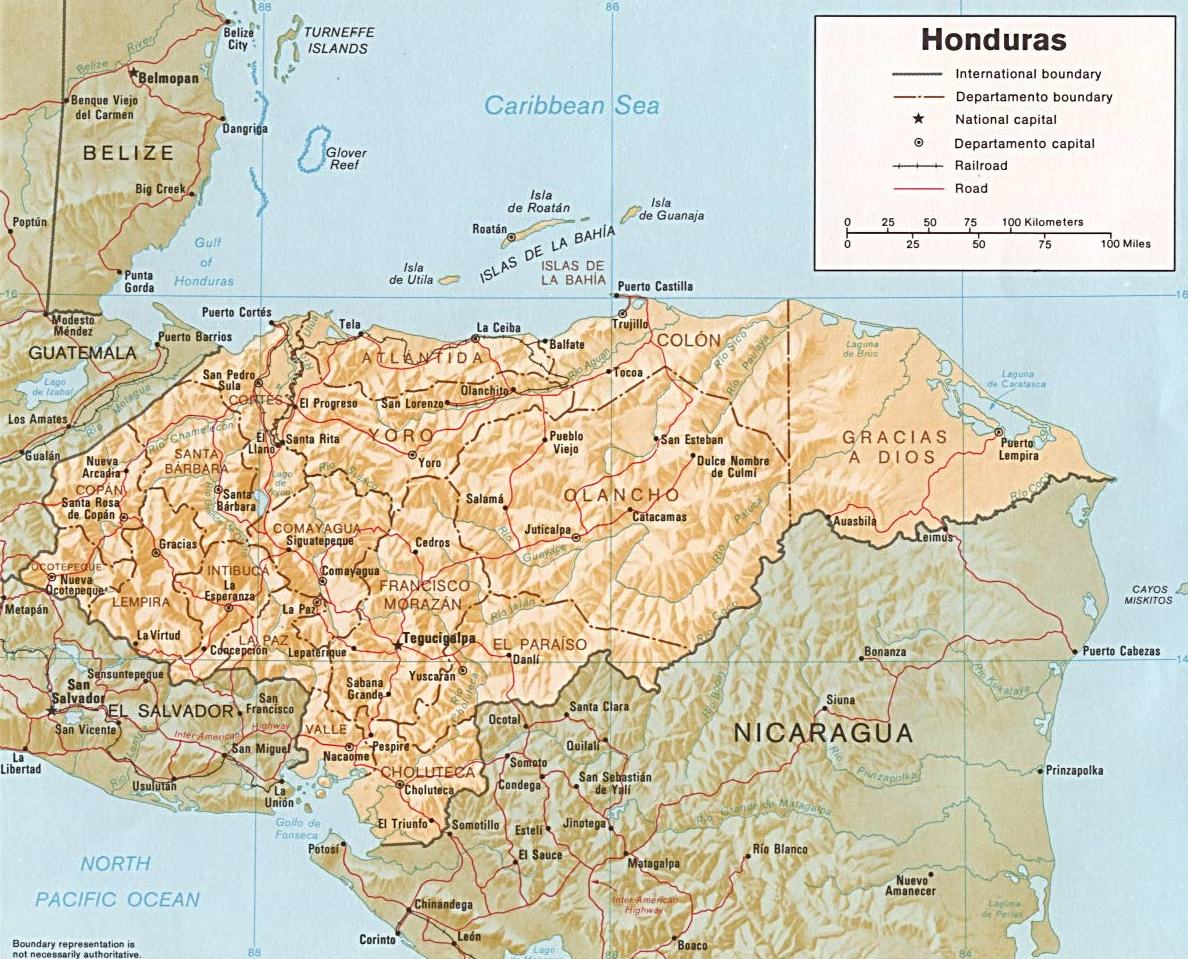
Honduras: carta geopolitica con rete stradale e ferroviaria

## Trasporti su rotaia

### Reti ferroviarie
In totale: 595 km (dati 1999)
- Scartamento ridotto
  - 914 mm: 246 km
  - 1067 mm: 349 km
- Gestore nazionale: Ferrocarril Nacional de Honduras
- Collegamento a reti estere contigue
  - assente: El Salvador e Nicaragua.

### Reti metropolitane
In Honduras non esistono sistemi di metropolitana.

### Reti tranviarie
Anche il servizio tranviario è assente in questa nazione.

## Trasporti su strada

### Rete stradale
In totale:  15.400 km (dati 1999)
- asfaltate: 3.126 km
- bianche:  12.274 km.

### Reti filoviarie
Attualmente in Honduras non esistono filobus. 

### Autolinee
Nella capitale onduregna, Tegucigalpa, ed in altre zone abitate operano aziende pubbliche e private che gestiscono i trasporti urbani, suburbani ed interurbani esercitati con autobus.

## Idrovie
La nazione dispone di 465 km di acque navigabili per piccole imbarcazioni.

### Porti e scali

#### Sull'Oceano Atlantico
- Puerto Cortés
- Tela
- La Ceiba
- Puerto Castilla
- Roatán

#### Sull'Oceano Pacifico
- San Lorenzo

## Trasporti aerei

### Aeroporti
In totale: 119 (dati 1999)
a) con piste di rullaggio pavimentate: 12
- oltre 3047 m: 0
- da 2438 a 3047 m: 3
- da 1524 a 2437 m: 2
- da 914 a 1523 m: 4
- sotto 914 m: 3

b) con piste di rullaggio non pavimentate: 107
- oltre 3047 m: 0
- da 2438 a 3047 m: 0
- da 1524 a 2437 m: 2
- da 914 a 1523 m: 21
- sotto 914 m: 84.